# Ducroire
L'obligation de ducroire rend solidaire un intermédiaire (qu'il soit commissionnaire ou mandataire) des dettes de son client (commettant ou mandant) à l'occasion de la mission qu'il a à exécuter. 

## Description
Cette obligation (généralement issue d'une clause contractuelle dans le monde des affaires) incite l'intermédiaire à ne finaliser d'engagements extérieurs que si son client offre des garanties suffisantes de solvabilité.
Ceci présente des inconvénients car l'intermédiaire n'a pas forcément les moyens d'opérer cette vérification et que le niveau de solvabilité dudit client peut varier au fil du temps. C'est pourquoi les honoraires et frais d'avocat sont le plus souvent payables par provision en fonction de l'avancement du dossier, les provisions étant notamment affectées au paiement prioritaire de l'ensemble des prestataires missionnés par cet avocat.

## Exemples
Par exemple, un agent commercial peut être garant du paiement des dettes des clients créées pour le compte de son commettant (c'est-à-dire la société pour le compte de laquelle il vend un produit ou un service). 
Autre exemple : un avocat est garant du paiement des frais d'huissier, d'expert ou d'un autre avocat qu'il commet pour la défense des intérêts de son client. 